# Игњат Спасојевић
Игњат Спасојевић (18??-19??) био је драгачевски каменорезац из Пшаника. Припада стилској групи клесара окупљених у Котражи. О животу овог мајстора мало се зна.
Споменици Игњата Спасојевића поседује све карактеристике драгачевског каменореза. Одликује га добар занатски рад, али без посебног надахнућа.
Израђивао је надгробнике и крајпуташе војницима палим у Балканским и Првом светском рату:
Крајпуташ Тикомиру Варагићу (†1913) (Кривача)
Овај споменик
показује храброг војника
ТИКОМИРА ВАРАГИЋА
житеља овог села Криваче
и бившег ратоборца
у Српско Турском и Бугарском рату
у 1912 и 13 години
који честно поживи 25. год.
А погибе од Бугара
јуначки борећи се
на положају Мали Говедарник
7. јула 1913.г.
Славаму.
Бог да му душу опрости.
Овај споменик сподигоше
његова благодарна браћа
Милоје и Јездимир
и верна му супруга Милојка
Градио и писао:
Игњат Спасојевић Пшаник